# 普羅斯珀里蒂 (印地安納州)
普羅斯珀里蒂（英語：Prosperity）是位於美國印地安納州麥迪遜縣的一個非建制地區。該地的面積和人口皆未知。